# Billbergia nutans
Espèce
Classification phylogénétique
Billbergia nutans, également appelé Billbergie penchée ou « Larmes de la reine », est une espèce de plantes à fleurs de la famille des Bromeliaceae originaire d'Amérique du Sud.

## Synonymes
- Billbergia linearifolia Baker[2] ;
- Billbergia minuta Mez[2].

### Synonymie taxonomique
- Billbergia nutans var. schimperiana (Wittm. ex Baker) Mez[2].

## Distribution
L'espèce se rencontre au sud et au sud-est du Brésil, au nord de l'Argentine, au Paraguay et en Uruguay.

## Description
L'espèce est épiphyte ou hémicryptophyte.